# Камершах-султанија (ћерка Бајазита II)
Камершах султанија (тур. Kamerşah Sultan) је била ћерка султана Бајазита II и Гулрух-хатун.

## Живот и смрт
Удала се 1491. године за Нишанчи Давут-пашу, који је био капудан-паша 1502-1503. године. Након што је тражио да буде смењен 1503. године, бива именован за намесника Гелиболуа, где умире две године касније. Султанији је отац доделио многе земљишне поседе у Малкари 1491. године након венчања. Имала је сина Османа из брака.
Гулрух-хатун је издала наредбу 23. јануара 1520. како да се расподели новац за покој душе њене кћери, што указује да је највероватније умрла неколико дана пре овог датума. Сахрањена је у Бурси поред свог брата у гробници своје мајке.